# 向坂美々
向坂 美々（こうさか みみ、1986年3月3日 - ）は、日本の元AV女優。
趣味はピアノ、特技はクラシックバレエやY字バランス。 

## 略歴
- 2006年8月 - 『ミニ萌えアイドル』でアリスJAPAN専属女優としてAVデビュー。
- 2007年2月 - 『セル初 セルモード 向坂美々』でマキシング専属女優としてセルデビュー。
- 2009年9月をもって引退している。

## 出演作品

### アダルトビデオ
2006年
- ミニ萌えアイドル（8月31日、アリスJAPAN）
- 感じるオッパイ（9月29日、アリスJAPAN）
- バレエッチ（10月27日、アリスJAPAN）
- プチ新妻エッチ三昧24時（11月30日、アリスJAPAN）

2007年
- セル初 セルモード（2月23日、マキシング）
- FU-ZOKU CHANNEL 03（3月16日、マキシング）
- コスミックモード 03（4月16日、マキシング）
- アイドル激アクメ（5月16日、マキシング）

2008年
- 生中出し女子校生 10（5月16日、メディアステーション）
- 爆イキ 13（6月14日、アートビデオ）
- 今から…私、パイパンにします。 向坂美々（6月20日、メディアステーション）
- 生中出し女子校生4時間 5（6月20日、メディアステーション）
- 女子校生強制中出し 16（7月12日 隼エージェンシー）
- フェラコレ2008夏SP（7月12日 隼エージェンシー）
- 催眠術をかけてハメちゃいました （7月19日 ミスター・インパクト）
- 美脚クラブ180（7月19日 ミスター・インパクト）
- こだわりの手コキ 4時間SP 9 （8月9日、隼エージェンシー）
- 女子校生レイプ中出し 5 （8月19日 BRAVO）
- 狂おしき接吻と情交 新妻と義父（9月18日、ヒビノ）
- ムラムラした時、したい所で、誰とでもセックスが出来る方法!!その2（10月9日、SODクリエイト）
- 生中出し巨乳ギャル 6（10月24日、メディアステーション）
- S-Cute ex Special（11月22日、S-Cute）※AVグランプリ2009 エントリー作品
- ジーンズ娘しか見たくない! 4時間 2（12月5日、TMA）
- 人間自販機 （12月18日、SODクリエイト）
- 強制レイプマニアックス 19（12月19日、VIP）

2009年
- Glam Mode（2月20日、Glam Mode）
- 女子校生中出し4時間 2（3月19日、ミスター・インパクト）
- ザ・カメラテスト・65 え～これ以上はムリ!!AV出たいんでしょ?だったら慣れておかないとね（4月30日、アテナ映像）
- 極選4時間 ザ・筆おろし 2 （4月10日、クリスタル映像）
- 禁断の桜の園 （5月1日、アウダースジャパン）
- DOKIレズ 34 （5月1日、アウダースジャパン）
- 究極の妄想発明シリーズ第14弾 女体あやつり人形 パート2 ～女のカラダを思いのままに操って辱め!軟体エロポーズでハレンチ天国～（2009年5月21日、ROCKET）
- ギャルフェラチオ 21人（9月3日、グローリークエスト）

### アダルトビデオ（総集編や再編集など）
2006年
- アリスJAPAN2007（12月15日、アリスJAPAN）他多数出演

2007年
- アリスJAPANプラス 女子校生コス4時間（3月30日、アリスJAPAN）
- MAXING 半期ベスト完全保存版（5月1日、マキシング）
- アリスJAPANプラス 潮吹き美少女4時間（9月14日、アリスJAPAN）
- 向坂美々 JUKEBOX（9月16日、マキシング）※マキシング出演4作品の総集編
- MAXING 半期ベスト完全保存版 II（10月1日、マキシング）
- 騎乗位革命（12月16日、マキシング）

2008年
- 美少女コレクターMAXING2007 8時間＆2枚組（3月16日、マキシング）
- この電マがスゴイ!（6月16日、マキシング）

2009年
- この顔射がスゴイ!（7月16日、マキシング）

## テレビ番組
- 萌えてムーチョ（テレビ東京）